# Francisco Pizarro
Pour les articles homonymes, voir Francisco Pizarro (homonymie) et Pizarro.
 (juin 2023).
Francisco Pizarro, de son nom complet (à la fin de sa vie) Francisco Pizarro González, marqués de los Atabillos, en français François Pizarre, né le 16 mars 1475 à Trujillo (royaume de Castille) et mort le 26 juin 1541 à Lima (actuel Pérou), est un conquistador espagnol de l'époque des Rois catholiques, puis de Charles Quint.
Originaire comme Hernán Cortés, conquérant de l'Empire aztèque (1521), de la région d'Estrémadure, il est particulièrement connu comme conquérant de l'Empire inca (à partir de 1532), devenant ensuite gouverneur de la colonie de Nouvelle-Castille.
En 1533, après la bataille de Cajamarca, l'empereur inca Atahualpa est fait prisonnier et condamné à mort par Pizarro.
Lui-même meurt assassiné, dans le cadre de conflits entre les conquistadors du Pérou.

## Contexte historique: la découverte européenne de l'Amérique

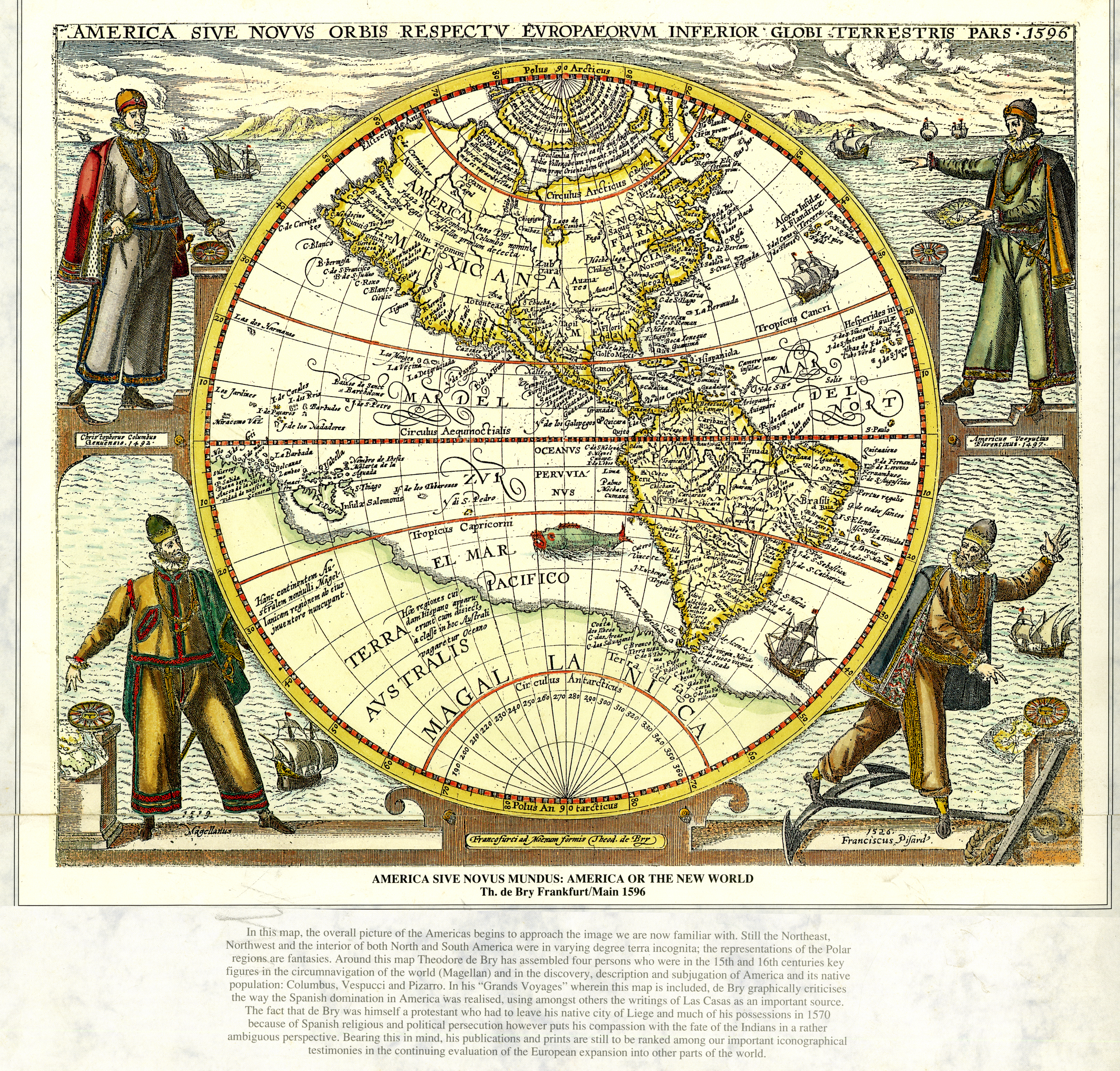
Carte du nouveau monde datant de 1596

En octobre 1492, peu après la prise du royaume musulman de Grenade et la fin de la Reconquista, Christophe Colomb découvre, au nom des Rois catholiques, Isabelle de Castille et Ferdinand d'Aragon, plusieurs îles des Caraïbes, dont il pense qu'elles font partie des « Indes ». Dès 1493, il colonise l'île d'Hispaniola (Saint-Domingue), d'où partent des expéditions d'exploration vers les autres îles et vers le continent.
Vers 1500, des navigateurs, notamment Amerigo Vespucci, comprennent qu'il ne s'agit pas des Indes d'Asie, mais d'un « nouveau monde ». Le nom d'Amérique (America, formé sur « Amerigo ») lui est donné en 1507.
Dans les années 1500, après Hispaniola, les Espagnols s'installent à la Jamaïque et sur la côte est de l'isthme de Panama ; Cuba est conquise en 1511. L'océan Pacifique est découvert en 1513 sur l'isthme de Panama.
En 1519, Hernan Cortès lance depuis Cuba une expédition vers le Mexique, qui aboutit en 1521 à la conquête de l'Empire aztèque et à la fondation de la colonie de Nouvelle-Espagne (capitale : Mexico).

## Biographie

### Origines familiales et formation
Pizarro est le fils naturel d'un officier d'infanterie de l'armée castillane, Gonzalo Pizarro Rodríguez de Aguilar, membre de la petite noblesse de l'Estrémadure.
C'est un cousin au deuxième degré de Hernán Cortés, lui aussi originaire de l'Estrémadure.
Pizarro a une formation limitée puisqu'il reste analphabète[réf. nécessaire].

### Débuts: de l'Italie au Nouveau Monde
Dans les années 1490, il s'engage aux côtés de son père dans l'armée des Rois catholiques et participe aux premières guerres d'Italie (1494-1500).
En 1502, en compagnie de Nicolás de Ovando, il part pour le Nouveau Monde.
En 1510, il est nommé lieutenant d'Al à San Sebastián de Urabá (actuelle Colombie), au sud de l'isthme de Panama.
En 1513, il fait partie de l'expédition de Vasco Núñez de Balboa qui découvre l'océan Pacifique.

### Première expédition vers l'Amérique du Sud

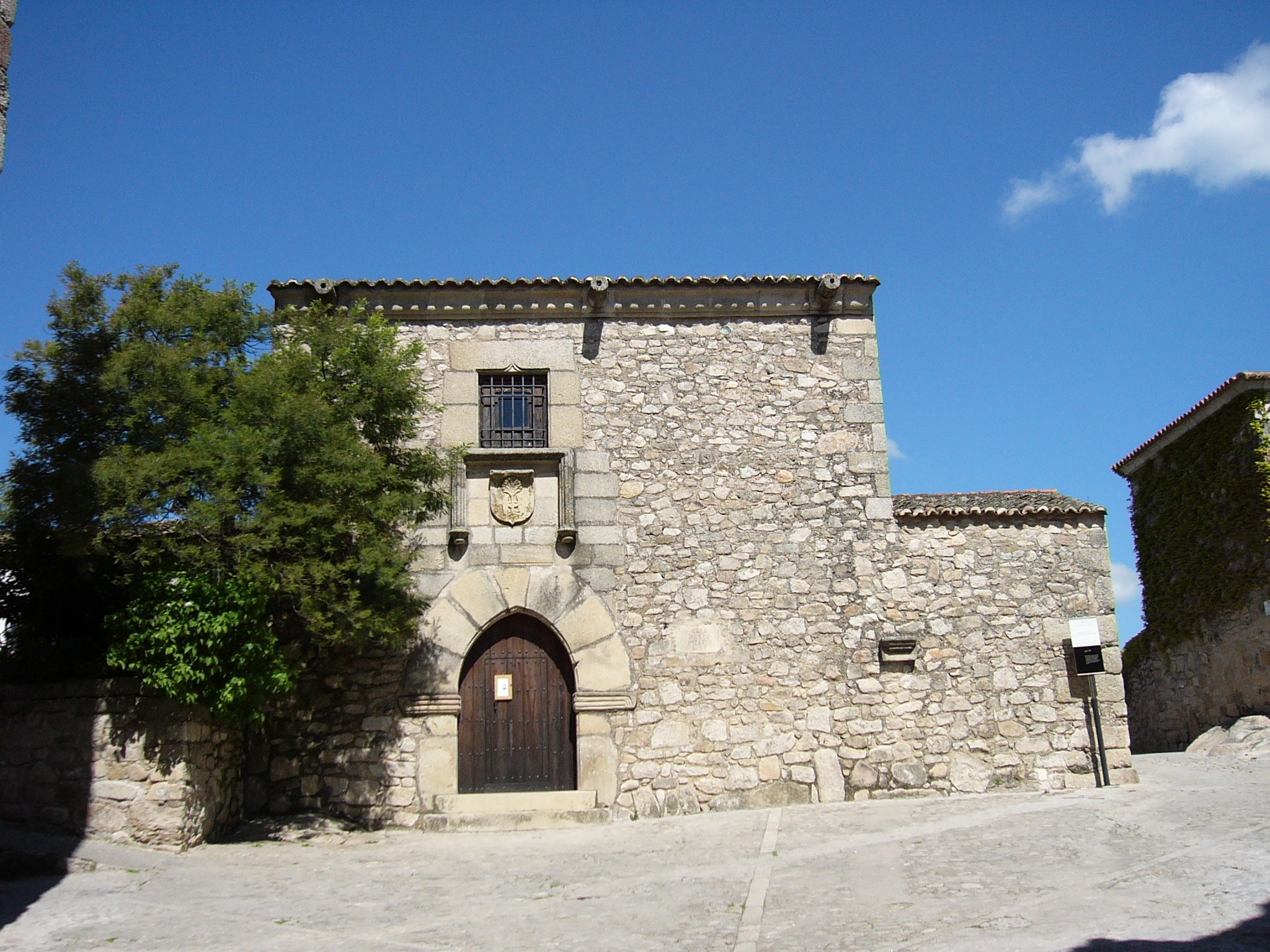
Maison et musée de Francisco Pizarro, à Trujillo.

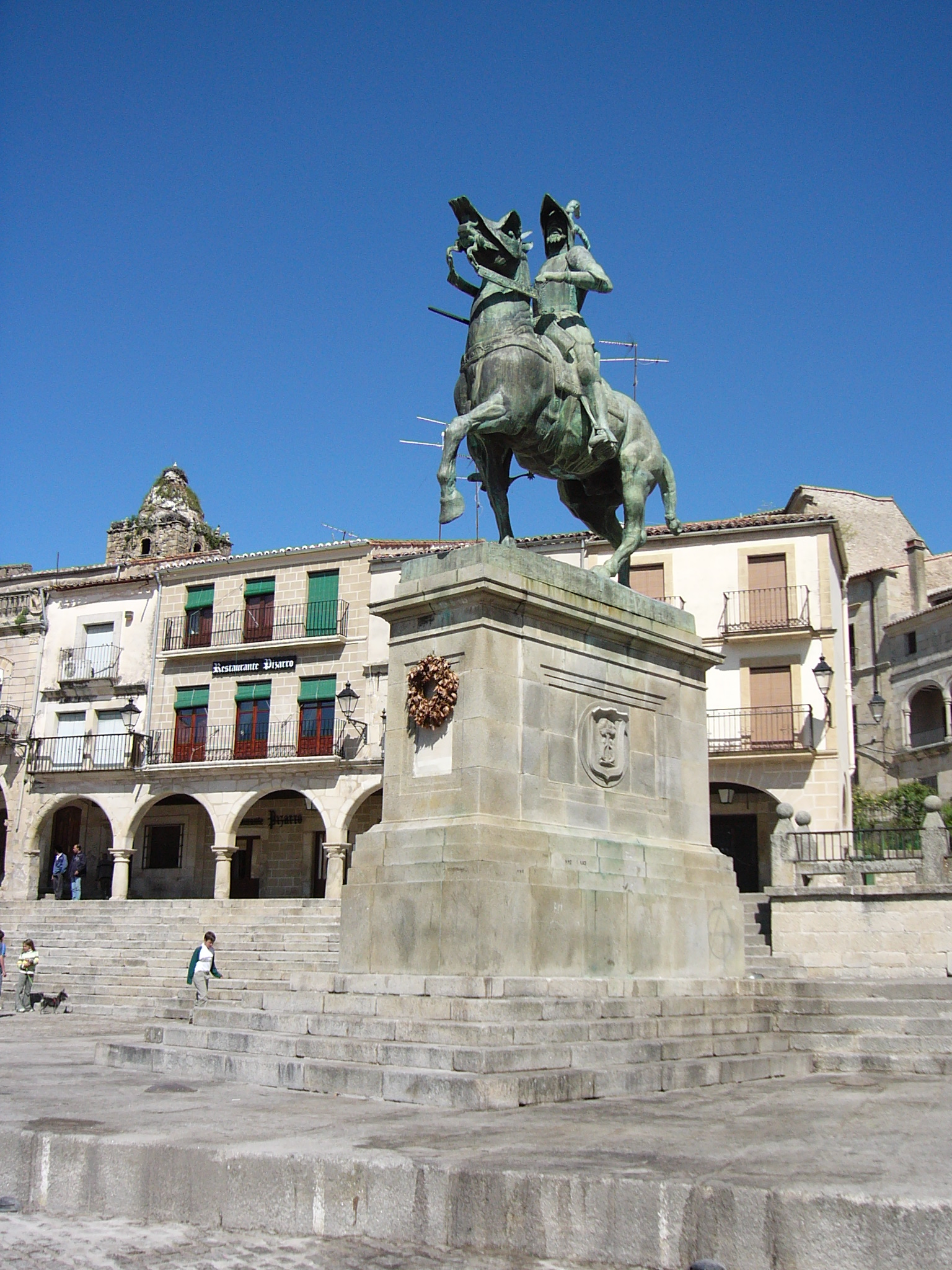
Statue de Pizarro, dans sa ville natale.

Intéressé par les nouvelles de l'expédition vers le sud de Pascual de Andagoya en 1522, il organise en 1524 une première expédition financée par Charles Quint[réf. nécessaire] à partir de Panama avec pour associés Diego de Almagro, Hernando de Luque et Pedro Arias Dávila. Fin 1524, l'expédition quitte Panama avec un navire, deux canots et quatre-vingts hommes. Les bateaux étant inappropriés, le voyage tourne vite au désastre et s'arrête à Chicama, après la bataille de Punta Quemada.

### Deuxième expédition: la découverte du Pérou
En 1526, une deuxième expédition, montée sans Dávila, tourne également au désastre dès juin 1527. Alors qu'Almagro retourne à Panama pour chercher des renforts, Pizarro et douze hommes restent sur l'île d'El Gallo. Bartolomé Ruiz les rejoint en 1528 avec soixante-dix hommes, autant de chevaux et trois arquebuses. L'exploration repart vers le sud, où elle découvre le Pérou, avant de rentrer à Panama, fin 1528.
Malgré le succès final de leur expédition, le gouverneur Pedro de los Ríos refuse son soutien à toute tentative de conquête. Pizarro regagne alors l'Espagne pour demander le soutien de l'empereur Charles Quint.

### Troisième expédition: la conquête de l'Empire inca

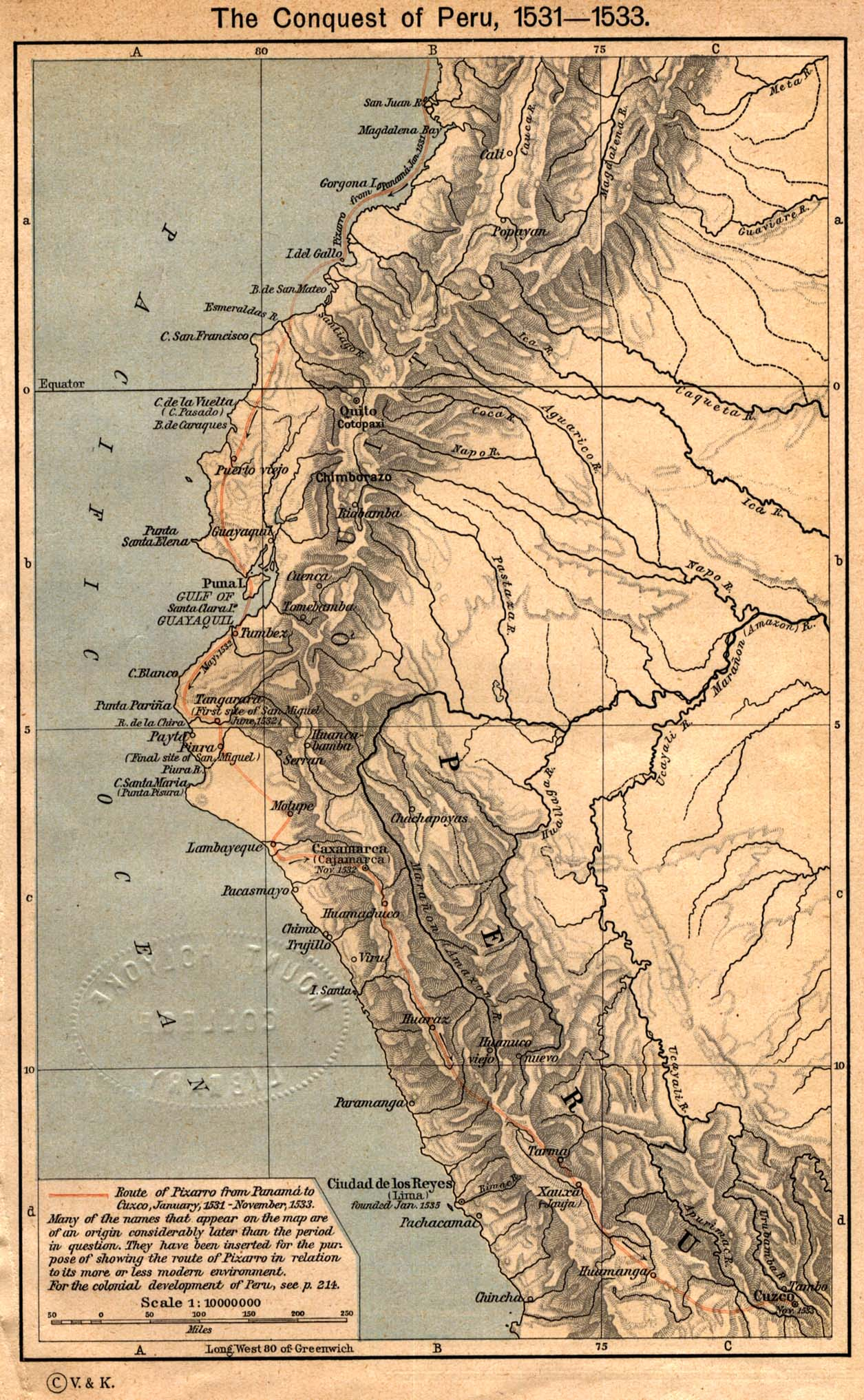
Carte de la conquête du Pérou en 1531.

Pizarro retourne à Panama en 1530 avec une véritable armée. Il est accompagné de ses frères Hernando, Gonzalo, Juan et de son demi-frère Francisco Martin de Alcántara.
Fin janvier 1531, l'expédition part pour le Pérou. Elle compte cent quatre-vingts hommes, trente-sept chevaux et trois caravelles. Arrivé à Tumbes, Pizarro est informé qu'une guerre civile divise l'empire inca : depuis la mort de Huayna Capac en 1529, ses deux fils Huáscar et Atahualpa s'affrontent à mort pour prendre le pouvoir.
À Cajamarca, il envoie des émissaires auprès d'Atahualpa pour lui proposer une entrevue. Le 16 novembre 1532, en digne émule d'Hernán Cortés alors que l'entrevue aurait dû se faire sans armes, Pizarro prend le chef inca par surprise et au prix d'un grand massacre, le fait prisonnier (bataille de Cajamarca).
L'Inca livre à Pizarro six tonnes d'or, mais contrairement à la promesse qui lui a été faite, il ne retrouve pas la liberté. Pour éviter un soulèvement, Pizarro le fait exécuter après un procès expéditif et proclame nouvel Inca Topa Hualpa, frère cadet d'Huáscar et d'Atahualpa, mais celui-ci meurt du choléra en 1533. Son frère Manco Inca lui succède et Pizarro fait son entrée dans Cuzco en 1534. Il met à sac cette cité inca, où s'élève encore aujourd'hui le couvent de Santo Domingo, construite sur les fondations de granite qui étaient autrefois celles du Temple du Soleil. Profitant de l'occasion, l'adelantado de Guatemala, Pedro de Alvarado, envahit lui aussi le Pérou pour conquérir Quito. Pizarro envoie alors Sebastián de Belalcázar s'emparer de Quito et Almagro réussit à convaincre Alvarado de renoncer à son projet.
En août 1532, Pizarro fonde la première ville espagnole de San Miguel de Piura, puis le 6 janvier 1535 Ciudad de los Reyes, qui deviendra Lima. Son frère Hernando rentre en Espagne pour rendre compte de la conquête du Pérou et remettre à l'empereur le fabuleux trésor amassé. En échange il obtient pour son frère le titre de marquis ainsi que le droit d'étendre le territoire de 200 à 270 lieues. Cette fois Diego de Almagro n'est pas oublié et obtient le titre de gouverneur de la Nouvelle Tolède, territoire à conquérir sur 200 lieues, au sud du Pérou.

### Guerres entre conquistadors

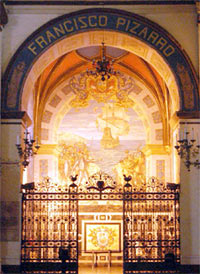
Chapelle dédiée à Francisco Pizarro dans la cathédrale de Lima.

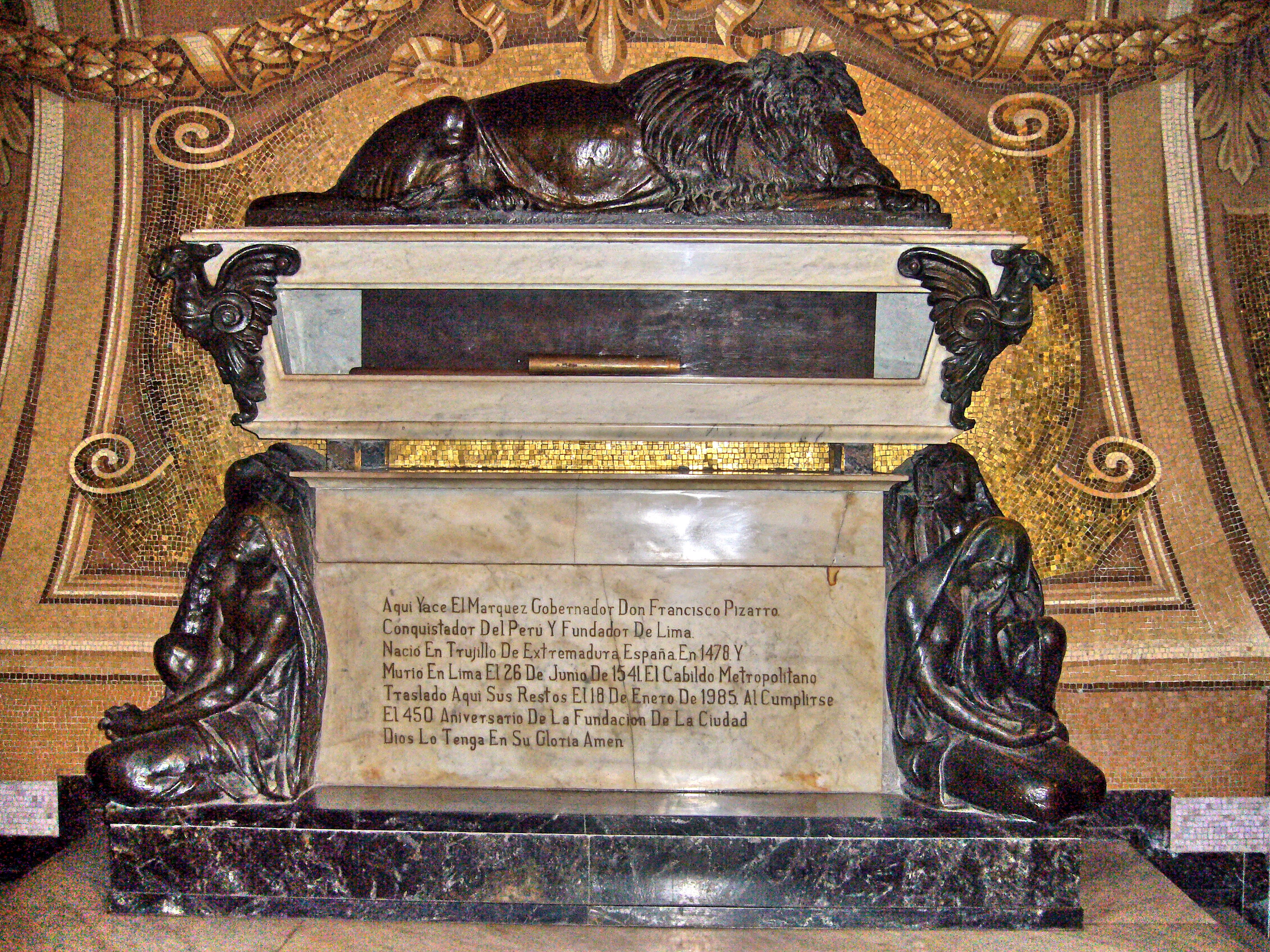
Détail du tombeau de Pizarro, dans la cathédrale de Lima.

Entre Pizarro et Almagro rien ne va plus, la propriété de l'opulente ville de Cuzco est un sujet de discorde et le motif des premières escarmouches entre pizarristes et almagristes, jusqu'à ce que Pizarro persuade Almagro d'entreprendre une expédition pour la conquête du Chili (1535-1536).
En 1536, les abus des frères de Pizarro allument une révolte à travers tout le pays. Sous la conduite de Manco Inca, Lima et Cuzco sont assiégées. C'est le moment où Almagro, déçu de son expédition, décide de rentrer en triomphe à Cuzco où il fait prisonnier Hernando.
À Lima, Pizarro repousse l'assaut des Indiens. Réclamant la souveraineté sur Cuzco, il obtient la libération de son frère. En avril 1538, ce dernier bat Almagro dans la bataille de las Salinas, le capture et le fait exécuter. Maître de Cuzco, Pizarro fait de son domaine le centre de l'expansion coloniale espagnole. Il procède à la distribution des terres et des mines et fonde de nouvelles villes.

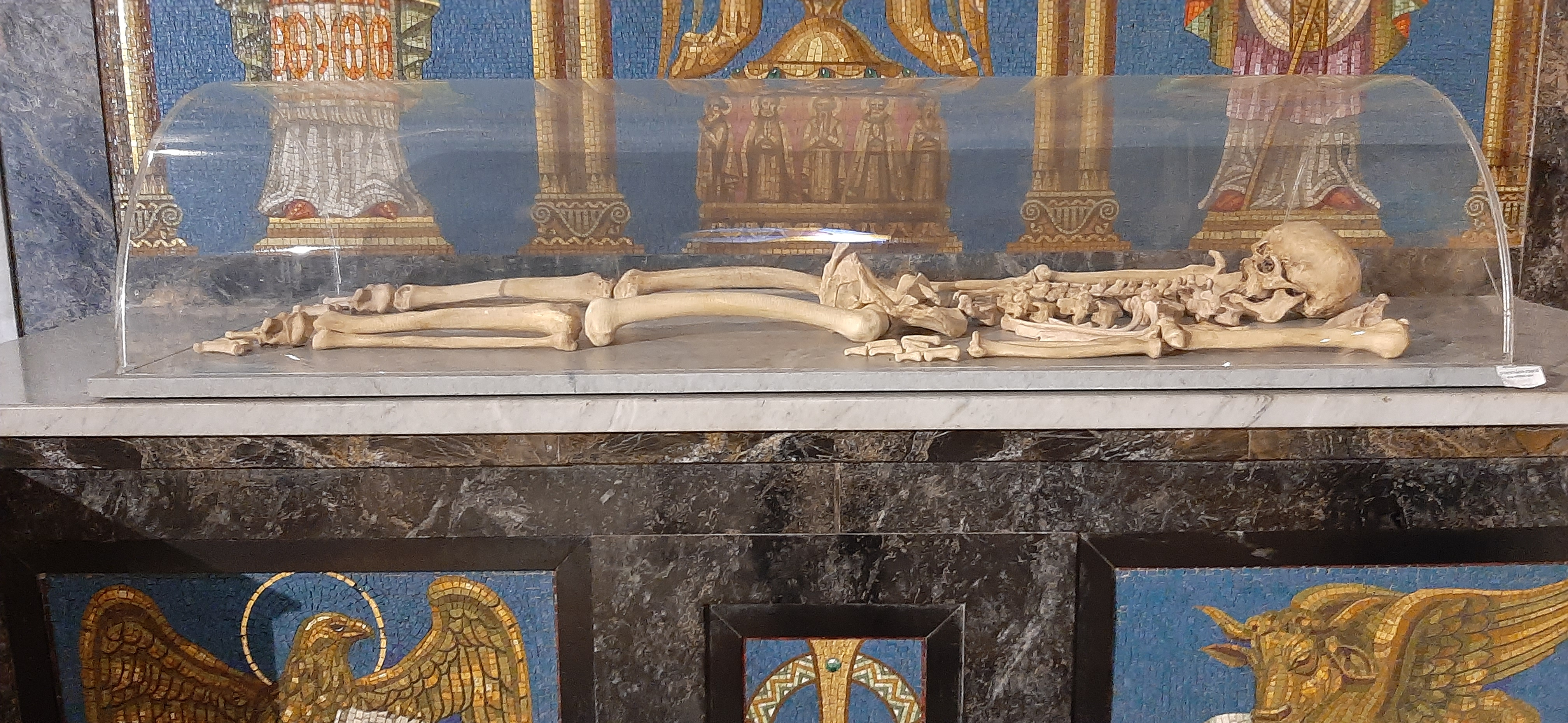
Restes de Francisco Pizzaro dans la cathédrale de Lima

Cependant, Manco Inca continue de résister face aux Espagnols. Les almagristes, groupés autour de Diego el Mozo Almagro (fils de Diego de Almagro), attisent le mécontentement contre Pizarro. Cristóbal Vaca de Castro est envoyé par la Couronne pour mettre fin à la dispute. Mais les almagristes précipitent la conspiration contre Pizarro et, le 26 juin 1541, donnent l'assaut au palais, où ils mettent à mort Pizarro et proclament Almagro le Jeune gouverneur. Celui-ci est lui-même arrêté et décapité par Vaca de Castro, qui prend la succession de Francisco Pizarro.

## Les victimes des conquistadors espagnols
La conquête de l'Empire inca — le plus vaste empire des Amériques, au moment de l'arrivée des Espagnols, un des plus structurés administrativement et militairement — constitue une étape importante de la colonisation de l'Amérique et de ce que Tzvetan Todorov appelle le « génocide » amérindien : selon les estimations des démographes, en 1500, la population des Amériques s'élève à 80 millions ; « au milieu du seizième siècle, de ces 80 millions il en reste 10. Aucun des grands massacres du vingtième siècle ne peut être comparé à cette hécatombe ».
Pourtant, la chute démographique observée est expliquée scientifiquement par la variole véhiculée contre laquelle les autochtones ne sont pas immunisés et dont les conséquences déjà catastrophiques dans l'ancien monde produisirent une hécatombe chez les populations amérindiennes.

## Découvertes archéologiques

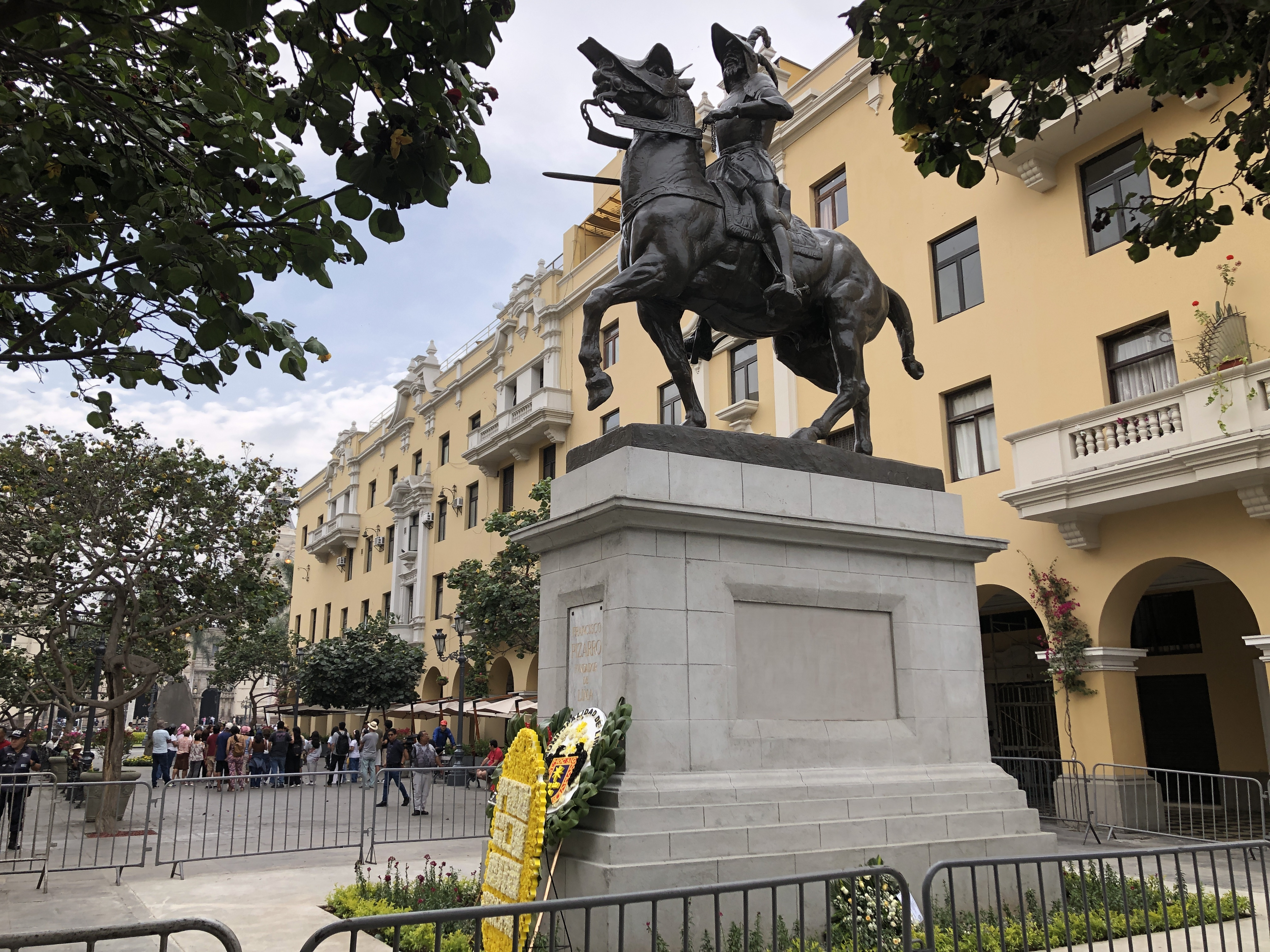
Inaugurée en 1935 et installée face au palais du Gouvernement du Pérou de 1952 à 2003, la statue du fondateur de la ville trône désormais dans le parc des murailles de 2003 à 2025. En 2025, il a été déplacé sur le Pasaje Santa Rosa de Lima.

En 2007, aux environs de Lima, des travaux de construction d'une autoroute ont mis au jour les restes d'environ 70 hommes, femmes et enfants portant des signes d'une mort extrêmement violente. Cinq siècles après leur décès, le sol sableux de leur dernière demeure a préservé leurs ossements et conservé des preuves médico-légales, comme l'a constaté Guillermo Cock, archéologue péruvien qui a exhumé d'autres cimetières incas. Les blessures au mousquet donnent un indice sur l'identité des assassins. Certaines victimes ont été tuées à coups de hache, écartelées ou empalées. « De nombreux autochtones ont été victimes des armes européennes pendant la colonisation » explique-t-il. « Mais c'est peut-être la première fois qu'on en a la preuve [par l'archéologie] ». Guillermo Cock estime que la mort remonte à l'été 1536, pendant le soulèvement des Incas contre les Espagnols.

## Les autres frères Pizarro
- Gonzalo Pizarro né en 1502 à Trujillo province espagnole de Cáceres, vengea la mort de son frère Francisco en assassinant le vice-roi de Lima en 1546. Proclamé dictateur du Pérou, il fut renversé et exécuté par l'envoyé spécial de l'empereur Charles Quint qui le tua près de Cuzco en 1548.
- Juan Pizarro né en 1505 à Trujillo province espagnole de Cáceres, fut gouverneur de Cuzco en 1535 et mourut lors du siège de la ville.
- Hernando Pizarro né en 1508 à Trujillo province espagnole de Cáceres, succéda comme gouverneur de Cuzco à son frère Juan en 1535 et vainquit Almagro qui assiègeait la ville en 1537, et le fit exécuter en 1538. Rappelé en Espagne en 1539, il y fut emprisonné jusqu'en 1560. Il mourut à Trujillo en 1578. Il épousa sa nièce, Francisca Pizarro Yupanqui, fille de Francisco Pizarro et de sa maîtresse Inca, Inés Yupanqui, et d'où postérité.

## Francisco Pizarro dans la culture populaire
Jean-François Marmontel, Les Incas, 1777. Ce roman d'un auteur qui a participé à l'entreprise de l'Encyclopédie est extrêmement critique à l'égard des conquistadors en général, et de Pizarro en particulier.
Jakob Wassermann a publié en 1928 L'Or de Cajamalca qui raconte l'invasion de Cajamarca par Pizarro.
Le personnage de Pizarro apparaît en tant qu'antagoniste dans le dessin animé Les Mystérieuses Cités d'or, réalisé au début des années 1980.
Le onzième épisode de la série Il était une fois… les Amériques, réalisée par Albert Barillé, est consacré à Pizarro et à sa conquête de l'Empire Inca.
Il existait le personnage de Fernando Pirazzo, capitaine de la Légion Perdue, un régiment de renom mercenaire de Warhammer le jeu des batailles fantastiques combattant en Lustrie, région très inspirée des forêts tropicales d'Amérique centrale.
Le livre Conquistadors de l'écrivain Éric Vuillard raconte la conquête et la destruction de l'empire Inca par Francisco Pizarro.
Il apparait comme général illustre dans le jeu vidéo Sid Meier's Civilization V.
Le personnage de Pizarro a inspiré l'un des antagonistes du manga One Piece.